# Kontinuum (fysik)
Kontinuum är en egenskap hos objekt som har utbredning i rummet och som i teorin kan delas i oändligt små delar, infinitesimaler. Detta stämmer egentligen inte med verklig materia, och teorier som bygger på antaganden om kontinuum bryter därför samman vid tillräckligt korta längdskalor.
Kontinua betraktas inom bland annat elektrodynamik och kontinuummekanik.